# Code of Princess
Code of Princess es un videojuego de rol de acción desarrollado por Studio Saizensen y publicado originalmente por Agatsuma Entertainment para Nintendo 3DS. Fue lanzado en Japón en abril de 2012 por Agatsuma Entertainment, y en Norteamérica por Atlus USA en octubre de 2012. Agatsuma Entertainment también publicó el juego en Europa y Australia en marzo de 2013, exclusivamente como un título de eShop. En abril de 2016 salió una versión para Microsoft Windows. Se lanzó un puerto mejorado titulado Code of Princess EX para el Nintendo Switch entre julio y agosto de 2018, cortesía de Nicalis en todo el mundo y Pikii en Japón.

## Jugabilidad
Code of Princess  es un videojuego de hack and slash que presenta varios modos de juego y más de 50 personajes jugables. Para un jugador hay un modo campaña con varios escenarios en los que solo se pueden jugar 4 personajes (Solange, Ali, Zozo y Allegro), un modo de juego libre que permite jugar cualquier escenario de campaña con cualquier personaje disponible, y un modo de "misiones de bonificación" en el que se desbloquean escenarios adicionales y deben superarse con requisitos específicos. El juego también tiene elementos de RPG, ya que, al completar un escenario, el jugador recibe puntos de experiencia, dinero y, a veces, equipo para usar en los personajes jugables. Cuando un personaje sube de nivel, el jugador puede asignar puntos de estadística libremente. También hay un modo multijugador que admite el juego local y en red, donde los jugadores pueden jugar varios escenarios de forma cooperativa, o pueden luchar entre sí en un modo versus en peleas de hasta cuatro combatientes.

## Argumento
En un mundo poblado por humanos y monstruos, la princesa Solange Blanchefleur de Lux es exiliada de su reino natal, DeLuxia, después de ser atacada por monstruos, y la familia real es culpada del ataque del ejército de Distron. Armada con la espada legendaria DeLuxcalibur, la Princesa Solange se propone encontrar la causa del comportamiento violento de los monstruos y al mismo tiempo evitar al Ejército Distron, que busca a DeLuxcalibur.